# Luís Murat

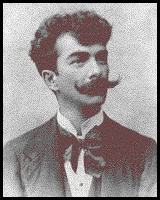
Luís Murat (Luís Morton Barreto Murat, 1861–1929), brasilianischer Dichterjurist und Mitgründer der Brasilianischen Akademie der Literatur

Luís Morton Barreto Murat (* 18. Juni 1861 in Resende, Brasilien; † 11. Juli 1929 in Rio de Janeiro) war ein brasilianischer Journalist und Dichter des Realismus und Symbolismus. Er war einer der Gründer der Academia Brasileira de Letras.

## Leben
Luís Murat studierte zunächst Rechts- und Sozialwissenschaften an der Faculdade de Direito da Universidade de São Paulo (FDUSP). Später zog er nach Rio de Janeiro, wo er als Journalist tätig war.
Seinen ersten Gedichtband Quatro poemas veröffentlichte er 1885. 1886 gründete er zusammen mit Artur de Azevedo die kurzlebige Zeitschrift Vida Moderna (1886–1887), für die bald Beiträger wie Araripe Júnior, Xisto Bahia, Coelho Neto, Alcindo Guanabara, Raul Pompeia und Guimarães Passos gewonnen wurden. Für dessen Gedichtband Versos de um simples (Gedichte eines Einfachen) schrieb er 1891 das Vorwort.
Ein größeres dramatisches Gedicht erschien 1890, zunächst im Feuilleton der Gazeta de Notícias, über den Nationalhelden Tiradentes. In den ersten Jahren der Republik bildeten sich verschiedene Erneuerungsbestrebungen in der Poesie. So gruppierten sich Dichter, zu denen viele später auch zu den Gründern der brasilianischen Akademie für Sprache und Dichtung gehörten, als Reaktion auf die frühere Romantik im Parnasianismo brasileiro, der einen Ursprung bei den französischen Parnassiens hatte, und zu dem auch Murat gezählt wurde.
Im Jahr 1891 wurde er zum Abgeordneten (deputado federal) seines Bundesstaates Rio de Janeiro in die verfassunggebende Nationalversammlung gewählt.

## Academia Brasileira de Letras
Luís Murat gehörte zu den Gründern der Academia Brasileira de Letras, die im Jahre 1897 errichtet wurde. Als Namenspatron für den Sitz Nummer 1, den er bis zu seinem Tode innehielt, wählte er Adelino Fontoura (1859–1884), einen der Vertreter des Parnasianismo. Nachfolger als Stuhlinhaber wurde Afonso d’Escragnolle Taunay.

## Werke
- 1885 Quatro poemas. Typ. Hamburgueza do Lobão, Rio de Janeiro 1885.
- 1890 A última noite de Tiradentes. Poema dramático ao distincto actor Eugenio de Magalhães. Typ. Lombaerts, Rio de Janeiro 1890. (Titelübersetzung: Die letzte Nacht des Tiradentes. Dramatisches Gedicht.).
- 1890 Ondas. 1a série, poesias. (1890) (Titelübersetzung: Wellen.).
- 1892 Poesias. (1892)
- 1895 Ondas. 2a série. Typ. Leuzinger, Rio de Janeiro 1895.
- 1902 Sarah. Poema. Imprensa Nacional, Rio de Janeiro 1902. (2. Auflage. Castilho, Rio de Janeiro 1921).
- 1905 Centenário de Bocage. Tip. do Jornal do Comercio 1905
- 1910 Ondas. 3a série. Lello & Irmão, Porto 1910.
- 1917 Poesias escolhidas. Jacintho Ribeiro dos Santos, Rio de Janeiro 1917. (Enthält: Ausgewählte Gedichte).  archive.org
- 1920 Ritmos e ideias. Poesia. Alves, Rio de Janeiro 1920.